# Zuidertoren (Schiermonnikoog)
De Zuidertoren werd in 1854, tegelijk met de Noordertoren op het Nederlandse Waddeneiland Schiermonnikoog gebouwd. Omdat men vroeger niet beschikte over lichtkarakters plaatste men soms twee torens of vuren, zodat de zeeman wist waar hij was. Bovendien konden twee vuren of torens een lijn vormen, zodat schepen langs gevaarlijke ondiepten geleid konden worden.
In 1910 kreeg de buitentoren, de huidige vuurtoren, een draailicht. Vanaf dan kon men de kust ook herkennen met één licht en was het licht van deze toren overbodig geworden.
De toren bleef echter wel staan en kreeg in 1950 de functie van watertoren voor de drinkwatervoorziening op het eiland. Hiervoor werd er een waterreservoir van 44 m³ in de torenschacht aangebracht. Via een laddertrap in het midden van het reservoir kon men naar boven komen. De functie van watertoren heeft de toren tot 1992 gehad. In 1998 verwierf KPN de toren voor het symbolische bedrag van 1 gulden. KPN gebruikte de Zuidertoren sindsdien als antennetoren. Op 26 juni 2018 werd bekend dat de toren in eilander handen zou komen. Een stichting heeft de toren en de buitenruimte eromheen opgeknapt en wil er een museum in beginnen.
Op het duin naast de toren is de voormalige lichtwachterswoning uit 1854 te vinden, die de naam Duinoord draagt. Ook het olieschuurtje uit 1872 is nog steeds aanwezig.

## Stichting Behoud Zuidertoren
Doelstelling het behoud (het onderhoud en de exploitatie) van de Zuidertoren te Schiermonnikoog als beeldbepalend erfgoed. De stichting heeft de Zuidertoren en daarbij behorende onroerend goed in 2018 verworven.

## Externe link

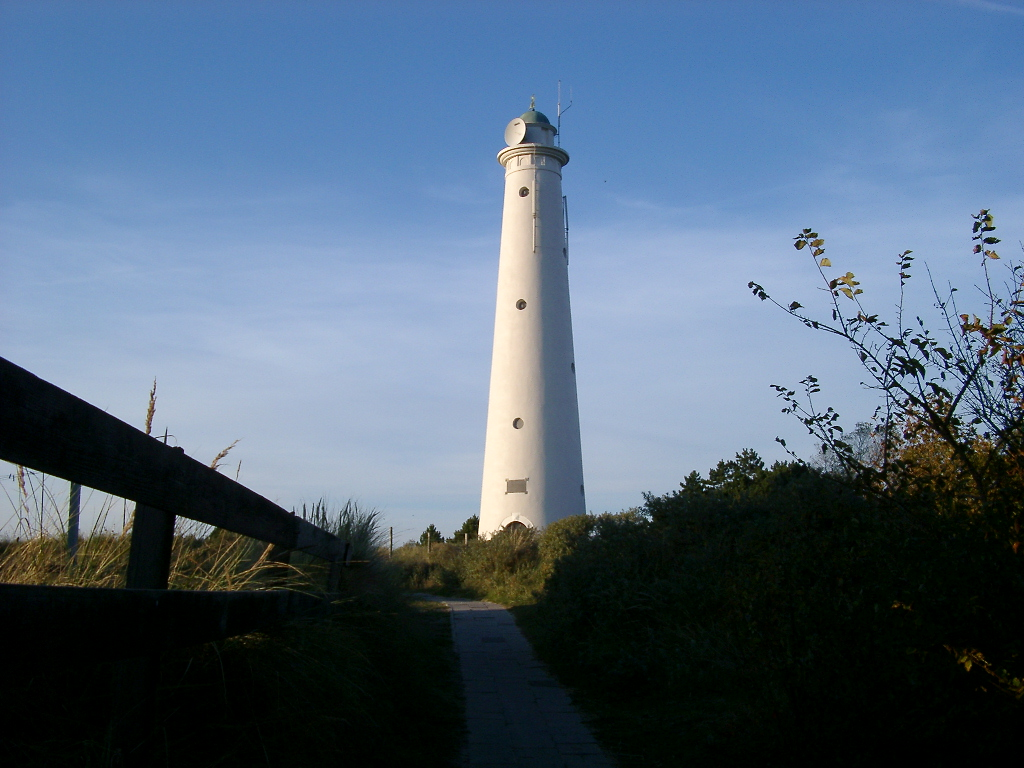
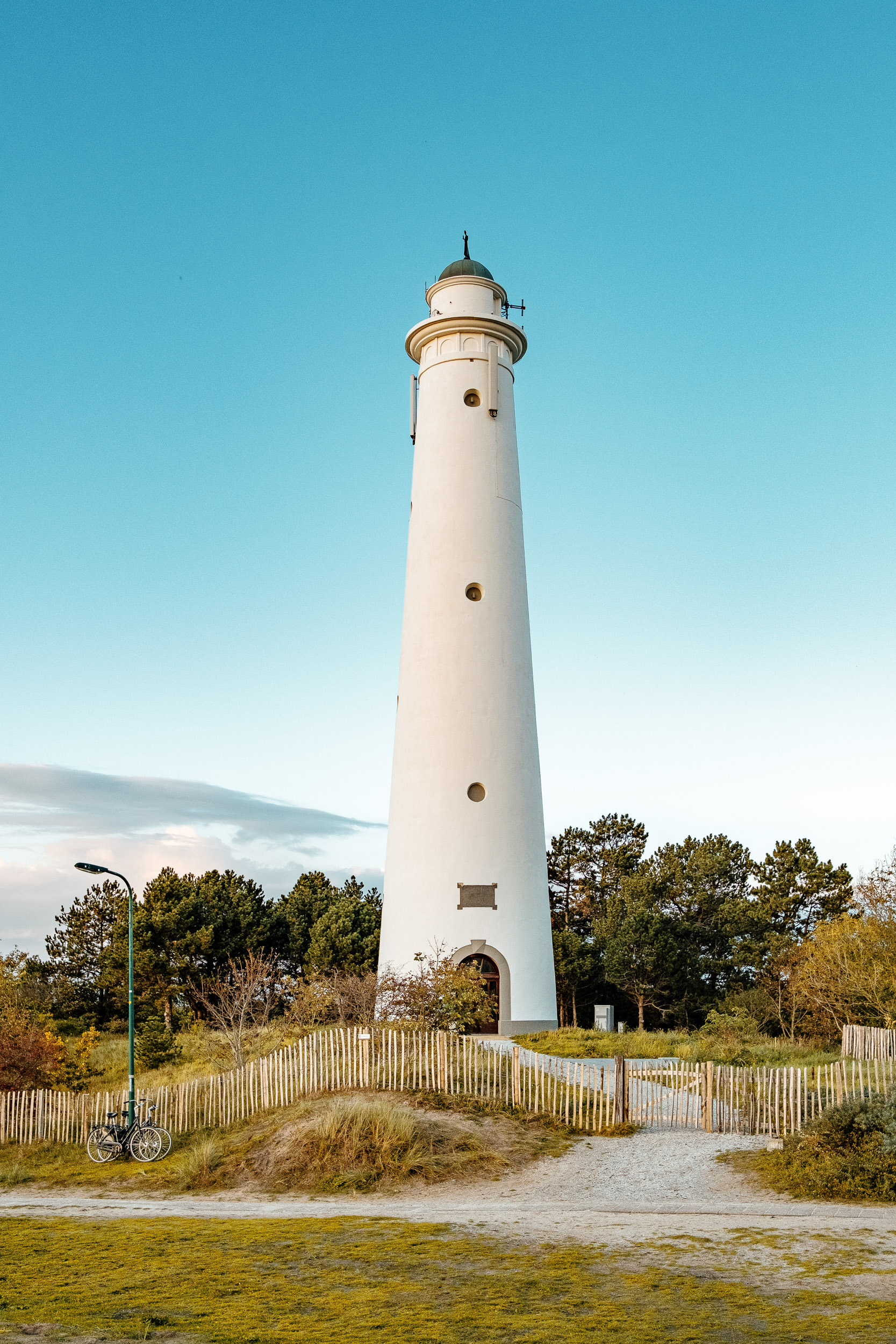
De Zuidertoren in herfst 2019.
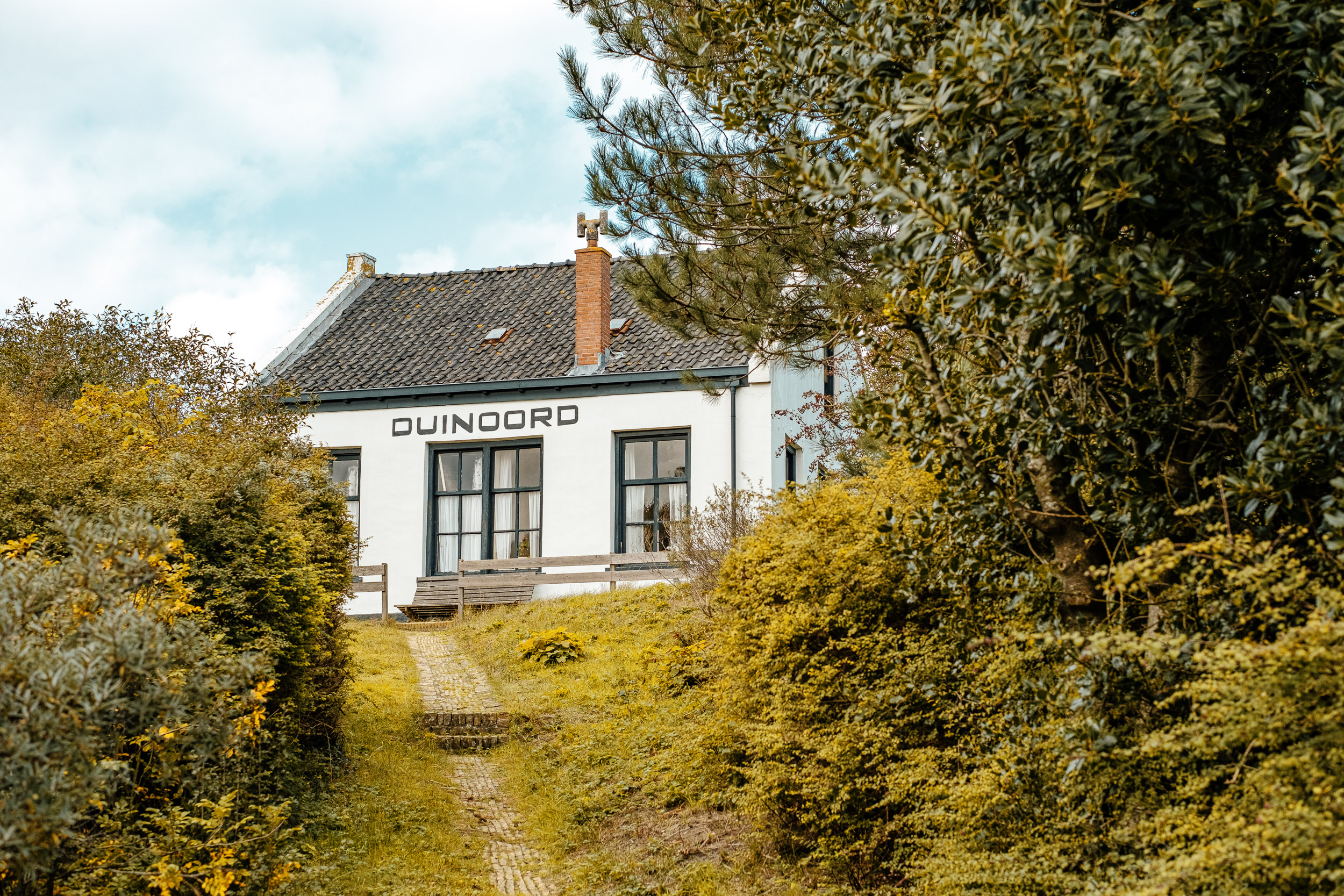
De lichtwachterswoning 'Duinoord' naast de Zuidertoren.
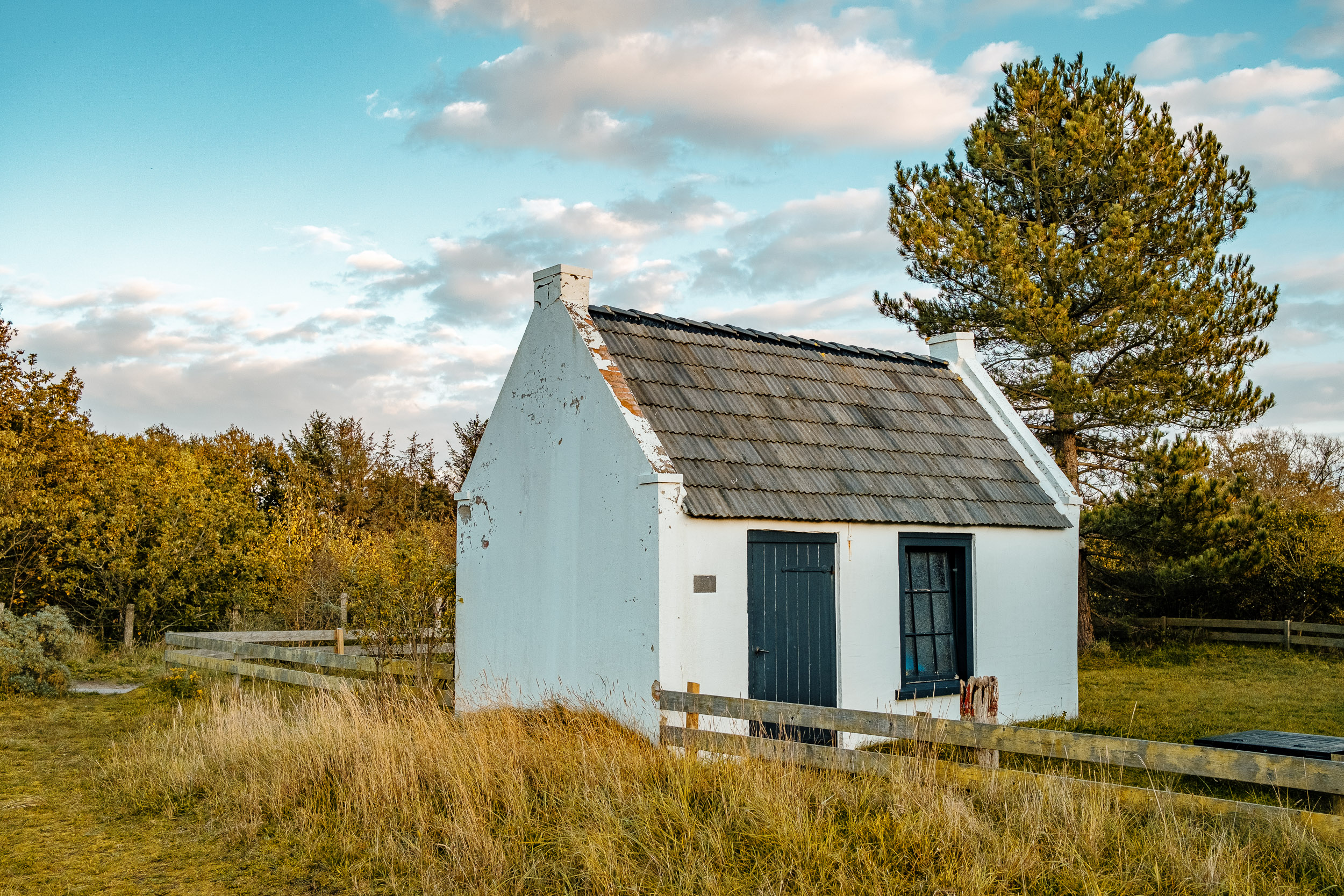
Het olieschuurtje uit 1872.
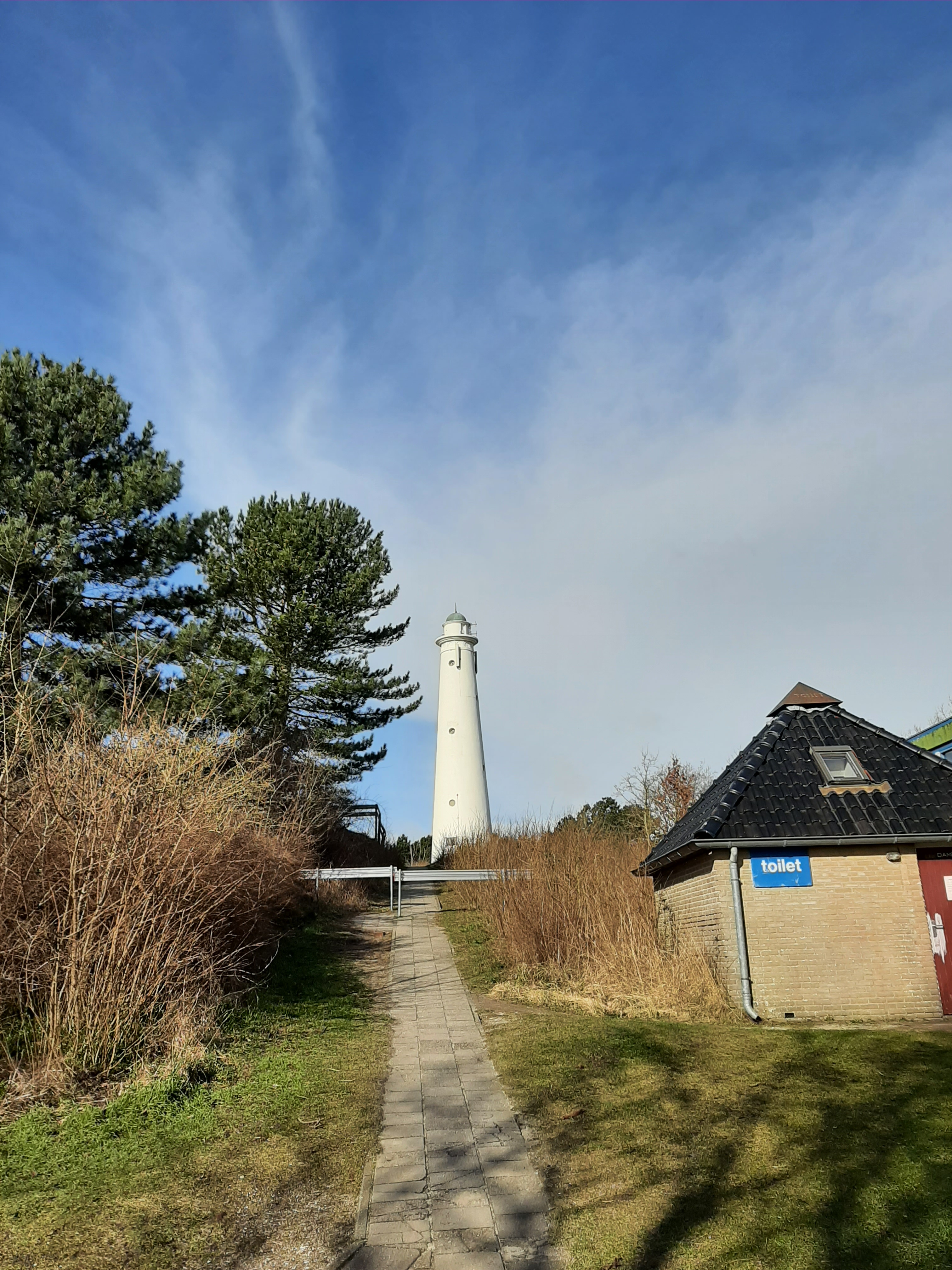
De Zuidertoren gezien van de Torenstreek